# Krista Pärmäkoski
Krista Pärmäkoski (născută Lähteenmäki; n. 12 decembrie 1990, Ikaalinen, Pirkanmaa, Finlanda) este o schioară de fond ce a reprezentat Finlanda, medaliată olimpică. A participat la 4 ediții ale Jocurilor Olimpice (2010, 2014, 2018, 2022) în care a câștigat două medalii de argint și 3 medalii de bronz.